# Ващенко Данііл Олександрович
Данііл Олександрович Ващенко (нар. 2 жовтня 2005, Артемівськ, Донецька область, Україна) — український футболіст, опорний півзахисник «Олександрії». Бронзовий призер юнацького чемпіонату Європи 2024 у складі збірної України U-19.

## Життєпис
Народився у місті Бахмуті. Вихованець столичного Олімпійського фахового коледжу імені Івана Піддубного, у складі команди якого з 2017 по 2022 рік виступав у ДЮФЛУ.
У середині серпня 2022 року перейшов до «Олександрії». У першій половині сезону 2022/23 років виступав виключно за юнацький склад клубу. У футболці першої команди «городян» дебютував 7 травня 2023 року в нічийному (1:1) домашньому поєдинку 25-го туру Прем'єр-ліги України проти донецького «Шахтаря». Данііл вийшов на поле на 89-й хвилині, замінивши Миколу Михайленка.

## Досягнення
Юнацька збірна України (U-19):
 Бронзовий призер юнацького чемпіонату Європи: 2024
 «Олександрія»:
 Срібний призер Прем'єр-ліги України: 2024/25